# Rurouni Kenshin: Đại hỏa Kyoto
Rurouni Kenshin: Kyoto Inferno (tạm dịch: Lãng khách Kenshin: Địa ngục Kyoto)  (Japanese: るろうに剣心 京都大火編 Hepburn: Rurouni Kenshin: Kyoto Taika-hen?) là một bộ phim Nhật Bản sản xuất năm 2014 đạo diễn bởi Keishi Otomo dựa trên series manga Rurouni Kenshin. Đây là một trong hai phần tiếp theo phần một năm 2012 bộ phim Rurouni Kenshin.